# Carlingford (Louth)
Carlingford (irsky Cairlinn, ve staré severštině Kerlingfjǫrðr) je malé město v hrabství Louth v historické provincii Leinster v Irsku. Podle sčítání obyvatel v Carlingfordu v roce 2011 žilo 1 045 osob, z toho 493 mužů a 552 žen. Ve městě bylo k uvedenému datu 827 objektů bytového fondu.

## Geografická poloha
Město leží na jižním břehu zátoky Carlingford Lough, jednoho ze tří fjordů ledovcového původu v Irsku. Středem zátoky po celé její délce prochází ve vzdálenosti zhruba 2 km od města státní hranice mezi Irskou republikou a Severním Irskem ve Spojeném království. Carlingford se rozkládá na východním úpatí hory Slieve Foye, nejvyššího vrcholu pohoří Cooley, které tvoří páteřní hřeben stejnojmenného poloostrova.

## Historie
Vznik městečka je spojen se založením stejnojmenného hradu, později zvaného též King John's Castle, který zde na břehu zátoky Carlingford Lough nechal v závěru 12. století vybudovat normanský dobyvatel a místní vládce Hugh de Lacy (před rokem 1135–1186).
Díky své strategické poloze se osada u hradu postupně stala – podobně jako města Drogheda a Carrickfergus – významným obchodním střediskem. V rozmezí od 14. do 17. století město obdrželo celkem pět listin s různými výsadami. První z nich udělil Carlingfordu v roce 1326 anglický král Eduard II., poslední pak v roce 1619 Jakub I. Stuart. Listinou z roku 1326 byl carlingfordským povolen výběr mýtného (tzv. „murage“) za účelem získání prostředků na vybudování městských hradeb.

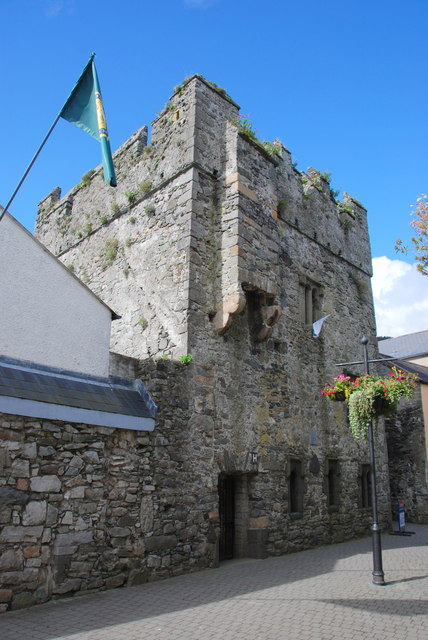
Opevněný dům, zvaný The Mint (mincovna)

Slibný rozvoj města byl poprvé přerušen v roce 1388, kdy jej vypálilo skotské vojsko pod velením Williama Douglase z Nithsdale. (Jednalo se o trestnou výpravu na oplátku za vpád Irů do oblasti Galloway v jihozápadním Skotsku).
V přehledu ekonomických výsledků irských přístavů, vydaném generálním inspektorem cel v roce 1637, byl Carlingford klasifikován na stejné pozici, jako Coleraine. Nejvýznamnějším irským přístavem byl tehdy Carrickfergus, po něm následoval Bangor, Donaghadee a Strangford. Hlavním obchodním artiklem Carlingfordu byly ústřice, lovené v místní zátoce, které se staly proslulými po celém světě. Následující léta 17. století však přinesla městu zkázu. Vše začalo irským povstáním v roce 1641. Poté následovalo v letech 1649–1650 tažení vojsk Olivera Cromwella, jehož důsledky bývají označovány za genocidu irského národa. V druhé polovině 17. století byla situace v Irsku dovršena válkami mezi katolickým králem Jakubem II. Stuartem a Vilémem III. Oranžským. Jak uvádějí dobové prameny, město Carlingford bylo proměněno v ruiny. Poslední ránu městu zasadil na počátku 18. století prudký úbytek ryb, zejména sleďů, v zátoce Carlingford Lough.
V roce 1873 byla uvedena do provozu 42 km dlouhá regionální železniční trať společnosti Dundalk, Newry & Greenore Railway, která vedla z Omeathu přes Carligford do Greenore, kde na vlaky navazovaly lodní spoje do velšského Holyheadu. Provoz na této turisticky vyhledávané železnici byl ukončen k 31. 12. 1951 a ke stejnému datu byly zrušeny i trajekty do Walesu.

## Památky
Navzdory ničivým následkům válek a ekonomickému úpadku si město zachovalo svůj středověký ráz s četnými významnými památkami:
- Hrad Carlingford, zvaný též King John's Castle (hrad krále Jana) – hrad, vybudovaný Hughem de Lacym před rokem 1186. Jeho další název je odvozen od zdejšího pobytu anglického krále Jana v roce 1210.

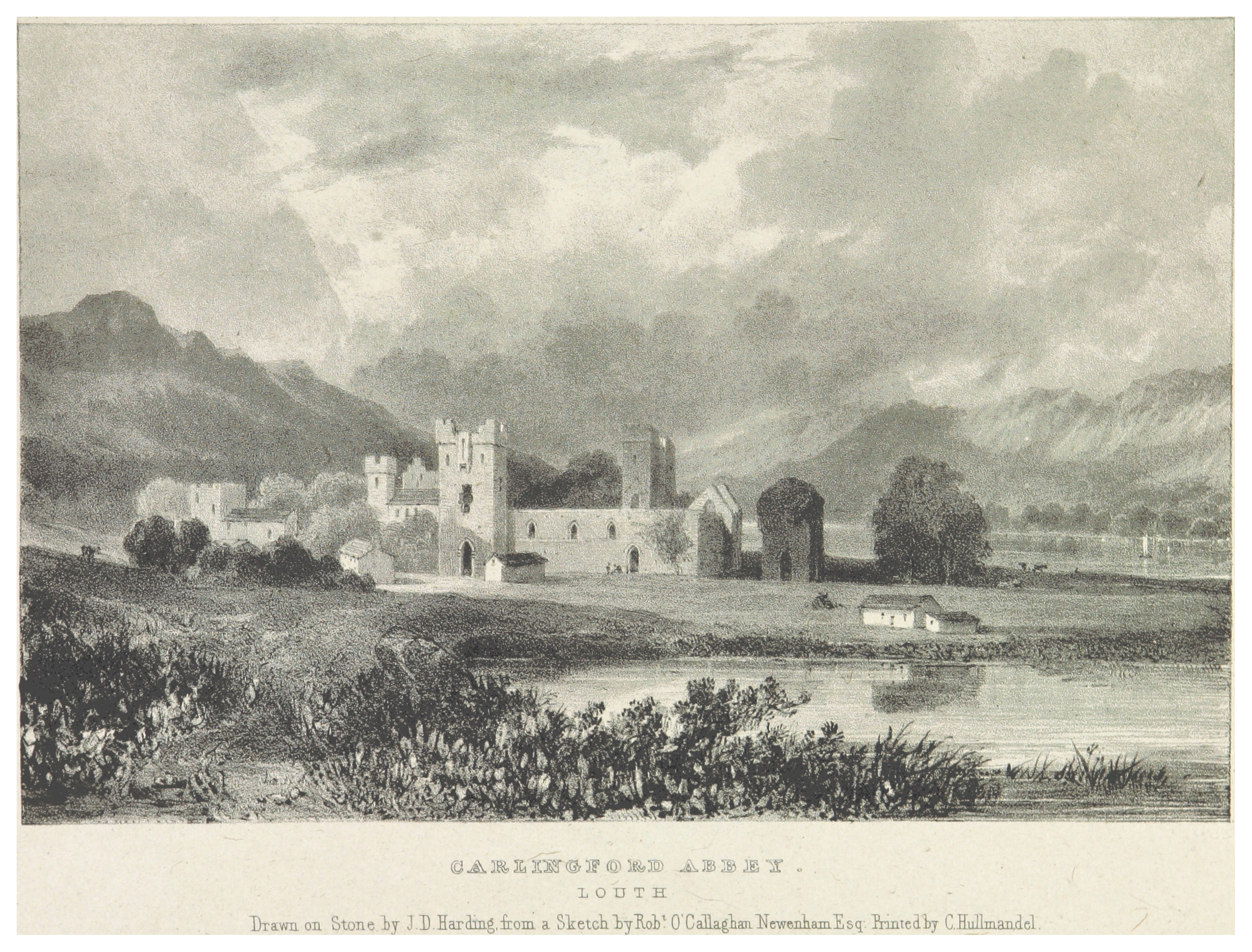
Carlingfordské opatství v roce 1830

- Taaffe's Castle – opevněný městský dům, sídlo bohatého obchodnického rodu Taafe, jehož příslušníci získali v roce 1661 právo nosit titul "hrabata z Carlingfordu" (Earls of Carlingford). Původní obytná věž byla vybudována na počátku 16. století.
- The Tholsel – jediná zachovaná městská brána v Carlingfordu a jedna z mála podobných staveb v Irsku. Původní brána, která měla tři podlaží, byla v 19. století snížena a upravena do současné podoby.
- The Mint (mincovna) – třípatrová věž z roku 1467, opevněný středověký dům rodiny zámožných obchodníků. Architektonické a zdobné prvky jsou ukázkou renesance keltského umění v období 16. století.[3]
- Carlingfordské opatství (Dominican Friary, Carlingford Abbey) – opatství řádu dominikánu bylo založeno v Carlingfordu v roce 1305 pod patronací Richarda Óg de Burgha, 2. hraběte z Ulsteru. Pozůstatky středověkého areálu se nacházejí v centru města a jsou zapsány na seznamu národních památek Irska.
- Městské hradby (Town Wall) – dochovaly se jen nepatrné zbytky původního opevnění se stopami někdejších dobyvatelských útoků.
- Ghan House – georgiánský dům z roku 1727.
- Kostel Nejsvětější trojice (Church of the Holy Trinity, též znám jako Holy Trinity Heritage Centre) – slouží jako informační a kulturní centrum.